# Kinetta
Kinetta è un film del 2005 diretto da Yorgos Lanthimos.

## Trama
In una città di villeggiatura della Grecia (Kineta), un poliziotto in borghese indaga su una serie di omicidi avvenuti proprio in quella zona, ingaggiando per l'occasione un commesso di un negozio di fotografia, solitario operatore video part-time, e una giovane cameriera. Questo strano trio s'impegna nella ricostruzione dei delitti, diretta dal poliziotto con dovizia di particolari, ma con valenza scientifica alquanto discutibile. Mentre il commesso s'innamora della donna e il poliziotto guida un go-kart sognando una BMW, la cameriera si prepara al meglio per interpretare il ruolo della "vittima perfetta".